# Сіф
Сіф (Сів) (давньоскан. Sif) — в германо-скандинавській міфології богиня плодючості, дружина Тора, мешканка Асґарда.
Вважалася другою після Фрейї за красою. Відома своїм чарівним волоссям. Мати валькірії Труд (Þrúðr), Моді та Улля (Тор не є батьком Улля).
За легендами Локі через заздрощі до Тора закрався до богині уночі й поки вона спала, постриг її наголо. Тор, дізнавшися про те, що трапилося, одразу здогадався, хто міг так вчинити з його дружиною. Він був готовий вбити Локі, але той заприсягся виправити здійснене. Локі вирушив до країни гномів до братів Івальді (інколи згадується гном Двалін), які славилися ковальською справою. Гноми, почувши прохання Локі, зраділи. Їм давно вже хотілося показати асам своє незвичайне мистецтво. Волосся, викуване гномами, було змальовано таким чином: «Довге та густе, воно було тоншим від павутиння, й, що найдивовижніше, досить прикласти його до голови, як воно моментально до неї приростало й починало рости, як справжнє, хоча й було зроблене з чистого золота». Так Сіф отримала своє золоте волосся.
Також в «Сварці Локі» та в «Пісні про Гарбарда» є натяк на те, що вона зраджувала Тору.
«Не буду пророчити, якби й справді ти
була недоступною;
але знаю, з одним — й чи мені то не знати! — ти зрадила мужа, — то був злобний Локі».
Гарбард сказав: «З коханцем Сів
зустрінься в будинкові, — важливіше тобі
здійснити цей подвиг!»

## Визнання
На честь богині названа гора на Венері - Сіф.